# Пиер Декан
Пиер Декан (на френски: Pierre Descamps) е католически свещеник, успенец, един от първите директори на френския колеж „Свети Августин“ в Пловдив.

## Биография
Пиер Алфонс Декан е роден на 8 април 1848 г. в Цариград. Той прави впечатление на Емануел Д'Алзон, който го среща по време на едно от посещенията си в града през 1863 г. По това време Пиер е 15-годишен и учи в йезуитското училище „Братята на християнското учение“. По препоръка на Д'Алзон, Пиер продължава образованието си в Успенския колеж в Ним. След това се обучава от отец Иполит Согре в град Виган.
На 28 август 1865 г. той дава вечните си обети. През 1866 г. започва да преподава граматика в колежа в Ним като продължава обучението си по философия и богословие. На 3 юни 1871 г. е ръкоположен за свещеник от епископ Плантиер. Два месеца по-късно, отец Декан е изпратен в Савой, където работи за конгрегацията на успенците.
През 1879 г. е изпратен в източната мисия на ордена и започва да работи в Одрин. От 1886 г. до 1890 г. е преподавател във и директор на френския колеж „Свети Августин“ в Пловдив. След това работи във Франция и Белгия и е върнат отново в Османската империя, където основава семинарии в Цариград и Бурса.
През 1910 г. заминава доброволно да работи в мисията в Чили. Умира на 30 септември 1915 в Сантяго, отдавайки 21 години служба в различни мисии на успенците в Западна Европа и 21 години – на други места.